# Rollandia
- Commons
- Wikispecies

Rollandia é um gênero botânico pertencente à família Campanulaceae. Contem 28 espécies.

## Algumas espécies
- Rollandia alba H.St.John & W.N.Takeuchi
- Rollandia ambigua G.Don
- Rollandia angustifolia Rock
- Rollandia bidentata St.John
- Rollandia calycina G.Don.